# 竜海区
竜海区（りゅうかい-く）は中華人民共和国福建省漳州市に位置する市轄区。

## 歴史
540年（大同6年）に南朝梁により竜渓県が設置された。1567年（隆慶元年）に明により竜渓・漳浦両県の一部に海澄県が設置された。1949年に竜渓県と海澄県が合併され竜海県が成立、1993年に県級市に昇格した。2021年2月2日に市轄区の竜海区に改編され現在に至る。

## 行政区画
下部に1街道、11鎮、1郷、1民族郷を管轄する
- 街道
  - 石碼街道
- 鎮
  - 海澄鎮、角美鎮、白水鎮、浮宮鎮、程渓鎮、港尾鎮、九湖鎮、顔厝鎮、榜山鎮、紫泥鎮、東園鎮
- 郷
  - 東泗郷
- 民族郷
  - 隆教シェ族郷

## 交通

### 鉄道
- 中国国家鉄路集団
  - 廈深線、竜廈線（中国語版）
    - 漳州駅
    - 角美駅

### 道路

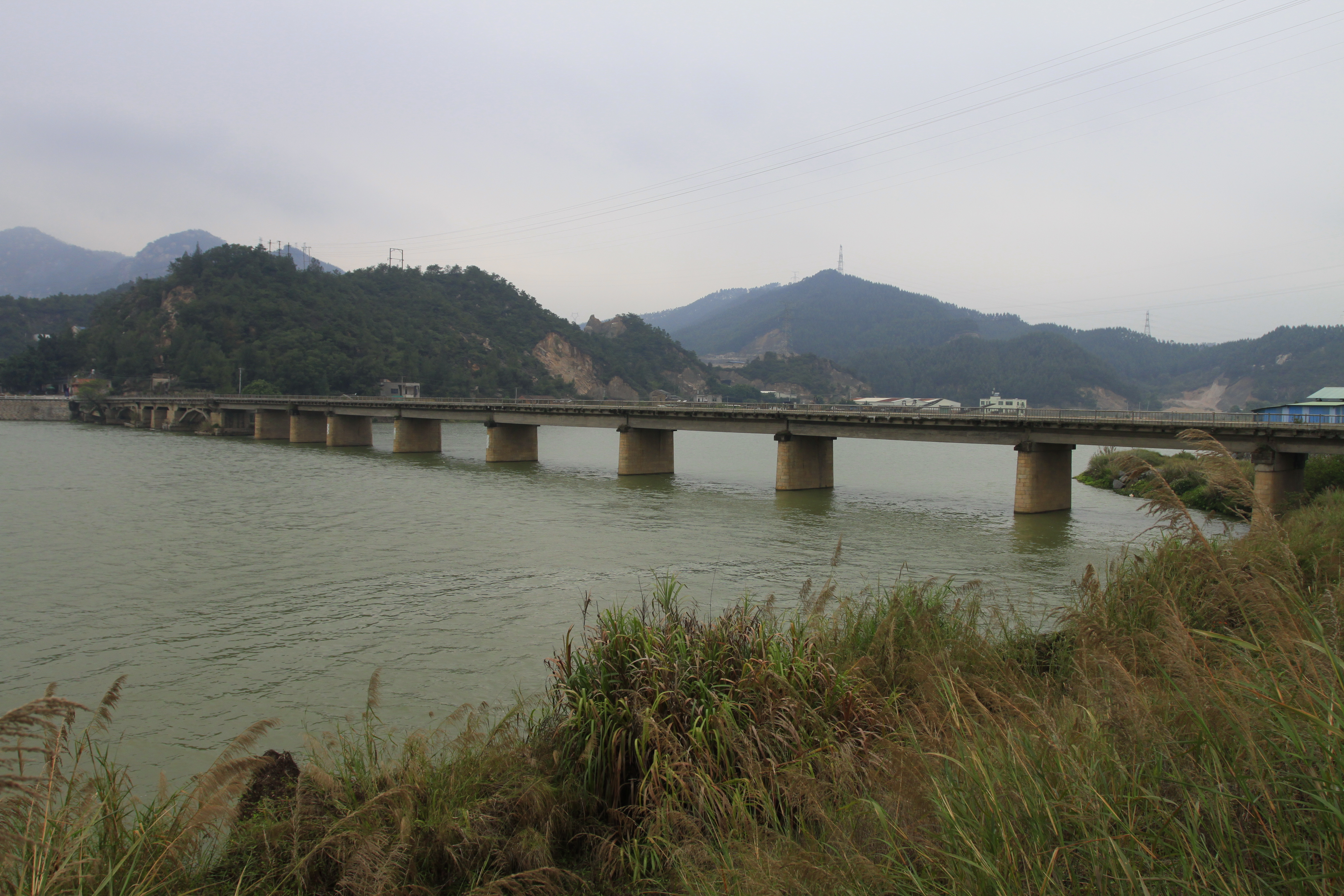
九竜江に架かる江東橋

- 高速道路
  - 瀋海高速道路
  -  漳武高速道路（中国語版）
  -  同招高速道路（中国語版）
  -  漳州北連絡線高速道路（中国語版）
- 国道
  - G319国道
  - G324国道